# Bunsuru
Der Bunsuru ist ein Fluss im Einzugsgebiet des Sokoto in Nigeria. Er ist einer der beiden Quellflüsse des Rima.

## Verlauf
Der Fluss hat seine Quellen im Bundesstaat Kano, etwa 80 km westlich der Stadt Kano, nahe der Grenze zum Staat Katsina. Er fließt zunächst parallel zur Grenze in nördliche Richtung. Dann schwenkt er nach Westen und überquert die Grenze. Kurz darauf wird er im Zobe-See aufgestaut. Der Karaduwa ändert bald danach seinen Namen in Bunsuru und fließt in nordwestliche Richtung weiter. Schließlich vereinigt er sich bei der Stadt Isa mit dem Gagere und bildet so den Rima.

## Hydrometrie
Die Durchflussmenge des Karaduwa wurde an der hydrologischen Station Zobe Dam Im Oberlauf des Einzugsgebietes, gemessen (in m³/s).

## Namensgebung
In manchen Quellen wird der Karaduwa als Nebenfluss des Bunsuru bezeichnet.